# Plassen (Trysil)
Plassen is een plaats in de Noorse gemeente Trysil in fylke Innlandet. Het dorpje ligt aan fylkesvei 26, in het zuiden van de gemeente en vervult een streekfunctie. Het dorp heeft een lagere school, een winkel en een dorpshuis. De huidige kerk van Plassen is gebouwd in 1907. Een eerdere kerk uit 1879 ging in 1904 in vlammen op.